# Sound of Confusion (Secret Affair)
Sound of Confusion è un singolo del gruppo musicale inglese Secret Affair, pubblicato nel 1980 dalla I-Spy Records.

## Il disco
È il secondo singolo estratto dall'album musicale Behind Closed Doors, e venne pubblicato nell'agosto del 1980.
Sound of Confusion entra nella Official Singles Chart il 23 agosto dove ci rimarrà per 5 settimane, raggiungendo il 23º posto in classifica.
Come b side venne scelta Take it Or Leave it

## Tracce
Lato A:
1. Sound of Confusion

Lato B:
1. Take it Or Leave it

## Formazione
- Ian Page - cantante
- Dave Cairns - chitarra
- Dennis Smith - basso
- Seb Shelton - batteria
- Dave Winthrop - sassofonista